# Sjef Janssen (wielrenner)

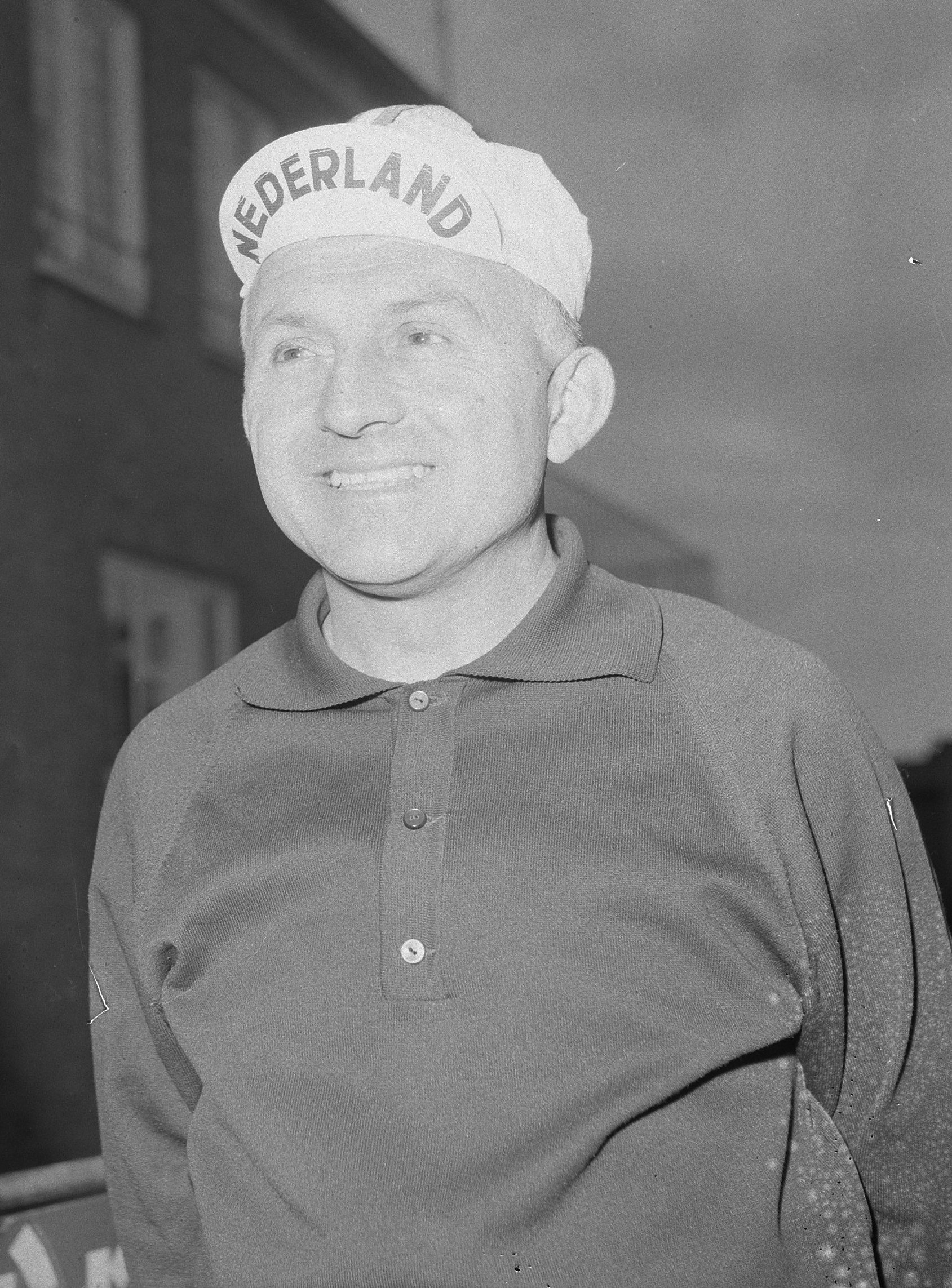
Sjef Janssen (1965)

Sjef (Sjefke) Janssen (Elsloo, 28 oktober 1919 – aldaar, 3 december 2014) was een Nederlands profwielrenner.

## Loopbaan

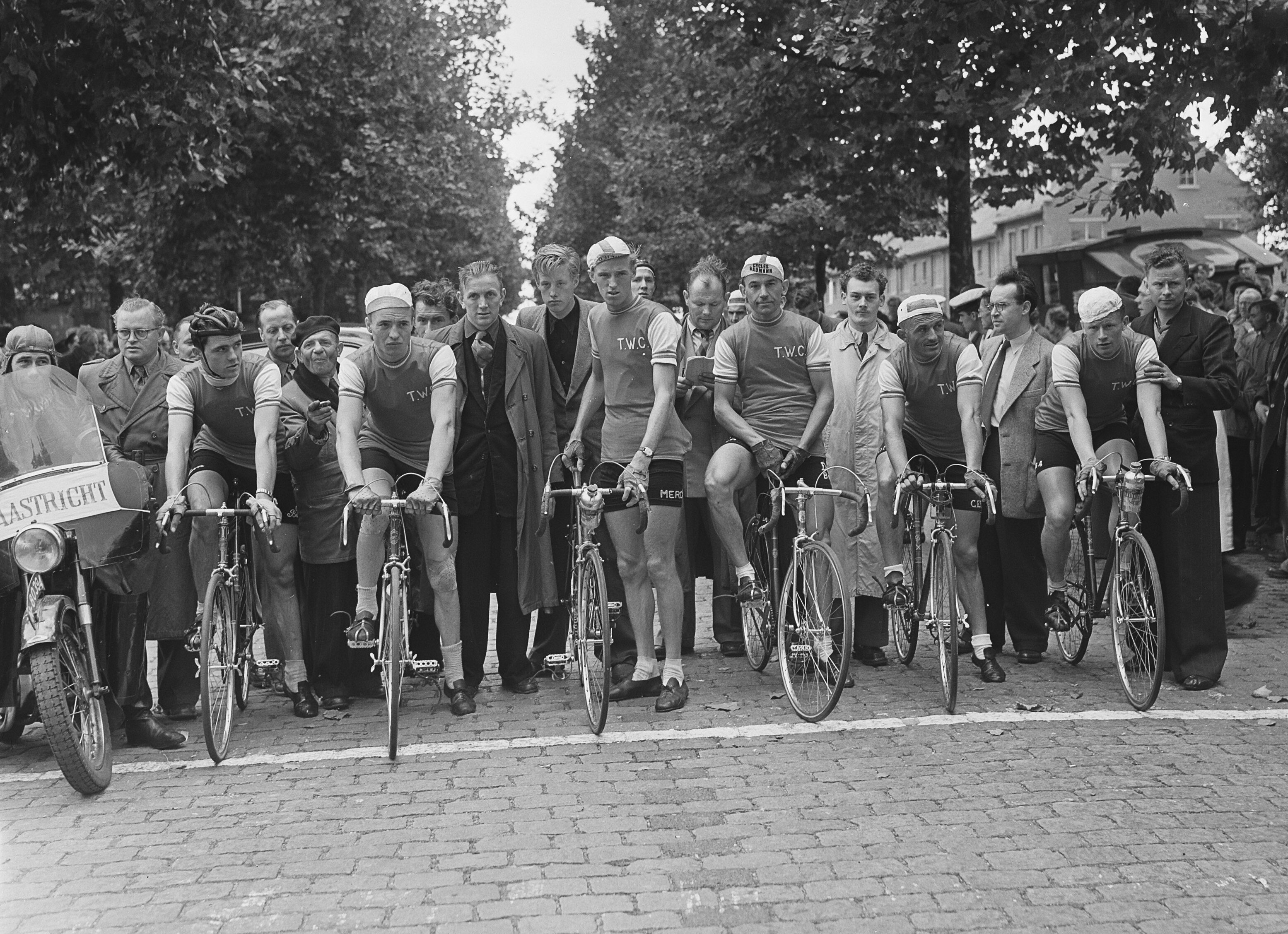
Sjefke Janssen, tweede wielrenner van rechts, tijdens clubkampioenschap Eindhoven (1953)

Janssen was profwielrenner van 1946 tot 1954.
Hij was een kleine en karaktervolle coureur die zich, als rechtgeaard Limburger, het beste thuis voelde op een enigszins geaccidenteerd terrein, zoals de Limburgse heuvels. Zijn beste prestaties leverde hij in eendagskoersen, met name was hij tijdens al die jaren als professioneel wielrenner vaak succesvol bij de Nationale Kampioenschappen op de weg. In 1947 en 1949 werd hij dan ook kampioen in deze discipline. Hij nam tweemaal deel aan de Ronde van Frankrijk. In 1947 was hij de enige Nederlander die de Tour uitreed.
Sjef Janssen overleed eind 2014 op 95-jarige leeftijd in een verpleeghuis in zijn geboorteplaats.

## Familie
Dressuurtrainer Sjef Janssen (1950, getrouwd met dressuurruiter Anky van Grunsven) is zijn zoon.

## Belangrijkste uitslagen
- 1944
  - 4e in NK op de weg
- 1945
  - 4e in NK op de weg
- 1947
  - 1e in NK op de weg
  - 3e WK profs
- 1948
  - 4e in NK op de weg
- 1949
  - 1e in NK op de weg
- 1950
  - 12e Luik-Bastenaken-Luik
  - 3e NK op de weg
- 1951
  - 8e NK op de weg
- 1952
  - 5e NK op de weg
- 1953
  - 8e Kampioenschap van Zürich
  - 14e Waalse Pijl
  - 8e NK op de weg

## Resultaten in voornaamste wedstrijden
| Jaar | Ronde van Italië | Ronde van Frankrijk | Ronde van Spanje |
| ---- | ---------------- | ------------------- | ---------------- |
| 1939 |                  |                     |                  |
| 1943 |                  |                     |                  |
| 1944 |                  |                     |                  |
| 1945 |                  |                     |                  |
| 1946 |                  |                     | opgave           |
| 1947 |                  | 32e                 |                  |
| 1948 |                  | 36e                 |                  |
| 1949 |                  |                     |                  |
| 1950 |                  | opgave              |                  |
| 1951 |                  |                     |                  |
| 1953 |                  | opgave              |                  |

| Jaar | Milaan-San Remo | Gent-Wevelgem | Ronde van Vlaanderen | Parijs-Roubaix | Luik-Bast.‑Luik | Waalse Pijl |  | WK op de weg |
| ---- | --------------- | ------------- | -------------------- | -------------- | --------------- | ----------- |  | ------------ |
| 1939 |                 |               | 47e                  |                |                 |             |  |              |
| 1943 |                 |               | 29e                  |                |                 |             |  |              |
| 1944 |                 |               | 33e                  |                |                 |             |  |              |
| 1945 |                 |               | 13e                  |                |                 |             |  |              |
| 1946 |                 | 10e           | 21e                  |                | 17e             |             |  |              |
| 1947 |                 |               | 25e                  |                |                 |             |  | ↑            |
| 1948 |                 |               | 73e                  |                | 20e             |             |  |              |
| 1949 |                 | 38e           |                      | 54e            |                 | 23e         |  | 20e          |
| 1950 |                 |               |                      | 71e            | 12e             |             |  |              |
| 1951 | 131e            |               |                      | 38e            | 50e             |             |  |              |
| 1953 |                 |               |                      |                |                 | 14e         |  |              |